# Episodi de Il principe dei draghi (quarta stagione)
La quarta stagione della serie animata Il principe dei draghi (The Dragon Prince), nota anche come Libro 4: Terra, è composta da 9 episodi ed è stata trasmessa su Netflix il 3 novembre 2022.
| Nº | Titolo originale          | Titolo italiano        | Prima pubblicazione |
| -- | ------------------------- | ---------------------- | ------------------- |
| 1  | Rebirthday                | La rinascita           | 3 novembre 2022     |
| 2  | Fallen Stars              | Stelle cadute          | 3 novembre 2022     |
| 3  | Breathtaking              | Da togliere il respiro | 3 novembre 2022     |
| 4  | Through the Looking Glass | Attraverso lo specchio | 3 novembre 2022     |
| 5  | The Great Gates           | Le porte               | 3 novembre 2022     |
| 6  | The Drakewood             | Drakewood              | 3 novembre 2022     |
| 7  | Beneath the Surface       | Sotto la superficie    | 3 novembre 2022     |
| 8  | Rex Igneous               | Rex Igneous            | 3 novembre 2022     |
| 9  | Escape from Umber Tor     | Fuga da Umber Tor      | 3 novembre 2022     |

## La rinascita
- Titolo originale: Rebirthday
- Diretto da: George Samilski
- Scritto da: Aaron Ehasz e Justin Richmond

Claudia racconta al padre che nei due anni trascorsi dalla Battaglia alla Vetta della tempesta, ha lavorato con Aaravos per far rivivere Viren e ha iniziato a frequentare un Elfo Sangue di Terra di nome Terry. Tuttavia, rivela che l'incantesimo di resurrezione durerà solo trenta giorni e che Aaravos sarebbe stato necessario di persona per renderlo permanente, richiedendo che facessero evadere l'Elfo tocco di stella dalla sua prigione. A Katolis, Re Ezran fa piani per la visita della Regina Zubeia e del Principe Zym. Callum, ora Alto Mago al posto di Viren, festeggia il suo diciassettesimo compleanno, anche se è rovinato dai ricordi di Rayla che lo ha lasciato proprio quel giorno di due anni fa per trovare Viren e cercare vendetta per la scomparsa dei suoi genitori. In un campo profughi per gli elfi del Fuoco del Sole di Lux Aurea, la Regina Janai fa la proposta di matrimonio al Generale Amaya.

## Stelle cadute
- Titolo originale: Fallen stars
- Diretto da: George Samilski
- Scritto da: Aaron Ehasz e Justin Richmond

Per liberare Aaravos, Viren, Claudia e Terry devono recuperare il bastone di Viren dalla punta della Vetta della tempesta, ma a causa del trauma della sua morte, Viren è colpito da una grave acrofobia . Esprime dubbi sul piano e il desiderio di vivere al meglio i suoi restanti trenta giorni di vita, ma viene licenziato da Claudia, che continua da sola. Terry e Viren legano mentre riposano sul sentiero. Karim si preoccupa dell'impatto che l'imminente matrimonio di Janai e Amaya potrebbe avere sull'orgoglio culturale dell'Impero del Fuoco del Solare. Callum finisce di tradurre le rune sullo specchio di Viren quando Rayla ritorna inaspettatamente.

## Da togliere il respiro
- Titolo originale: Breathtaking
- Diretto da: George Samilski
- Scritto da: Aaron Ehasz e Justin Richmond

La riunione di Callum e Rayla è imbarazzante a causa del risentimento di Callum per la sua scomparsa senza spiegazioni. La regina Zubeia e il principe Zym arrivano a Katolis, ma il loro benvenuto è oscurato dai persistenti risentimenti degli umani, dopodiché Ezran pronuncia un discorso empatico contro il circolo vizioso dell'odio. Claudia trova la cassaforte segreta del tesoro della Vetta della tempesta e il bastone, ma viene sfidata da Ibis. Terry pugnala mortalmente Ibis da dietro, consentendo a Claudia di reclamare il bastone. Con le sue ultime forze, Ibis morente invia un avvertimento alla regina Zubeia che "la Stella Caduta" è tornata.

## Attraverso lo specchio
- Titolo originale: Through the Looking Glass
- Diretto da: George Samilski
- Scritto da: Aaron Ehasz e Justin Richmond

Di fronte a questa nuova crisi, Zubeia torna con Zym alla vetta della Tempesta, con Ezran, Callum, Rayla e Soren che si uniscono a lei insieme allo specchio che Viren ha rubato ad Avizandum. Zubeia rivela che per secoli, Aaravos ha segretamente tirato le fila dietro ogni conflitto importante a Xadia corrompendo e manipolando persone affascinate dalla magia, finché una ragazza umana, gli arcidraghi e gli arcimaghi elfici hanno lavorato insieme per internarlo in una prigione magica con sei chiavi componenti e tenerlo intrappolato per l'eternità. Mentre osservano Aaravos attraverso lo specchio, Aaravos prende il controllo di Callum, usandolo per schernire gli altri prima che rompa il vetro. Contemporaneamente, Claudia usa la sua magia per rompere il bozzolo, liberando un homunculus elfico muto. Nel campo profughi di Lux Aurea, un'architetta katoliana di nome Lucia viene gravemente ferita da un'elfa del fuoco del solare dopo che lei ha spietatamente spento un fuoco che aveva acceso per un rituale religioso.

## Le porte
- Titolo originale: The Great Gates
- Diretto da: George Samilski
- Scritto da: Neil Mukhopadhyay

Dopo aver scoperto cosa ha fatto Claudia, il gruppo di Ezran (tranne Zym) e Zubeia partono per Umber Tor, la residenza dell'arcidrago della terra Rex Igneous, per raccogliere la prima chiave della prigione di Aaravos prima di Claudia. Arrivati a Umber Tor, trovano il cancello bloccato dalle macerie, ma le guardie della porta li indirizzano verso un ingresso segreto all'interno del Drakewood, nel profondo della Foresta Inesplorata. Rayla e Soren si separano dagli altri per cercare l'ingresso, ma quando si imbattono in un Elfo del Sangue della Terra che maltratta un drago, Soren interviene impulsivamente in favore della bestia, solo per essere catturato e gettato in una fossa accanto al Drakewood. Il famiglio di Aaravos guida Viren, Claudia e Terry a Umber Tor.

## Drakewood
- Titolo originale: The Drakewood
- Diretto da: George Samilski
- Scritto da: Devon Giehl e Iain Hendry

Proprio quando Ezran, Callum e Rayla si accorgono che Soren è scomparso, vengono raggiunti da Zym, che è scappato. Mentre cerca di aiutarli a trovare Soren, Zym viene abbattuto dagli Elfi Cavalieri del Drakewood; mentre gli altri lo salvano, fanno amicizia con un giovane Elfo Sangue di Terra di nome N'than. Li conduce alla fossa, che è anche l'entrata segreta della tana di Rex Igneous. Janai è costretta a portare l'incidente con Lucia davanti a un tribunale. Lucia viene dichiarata colpevole, ma invece di giustiziarla, Janai decreta che deve usare i suoi talenti per costruire un santuario per garantire che i riti degli Elfi del Fuoco del Sole possano essere celebrati senza mettere in pericolo l'accampamento. Credendo che stia perdendo la sua identità razziale, Karim decide di rivoltarsi contro sua sorella. Soren si rivela vivo e ha fatto amicizia con il drago, ma mentre cerca di ricongiungersi ai suoi amici, incontra la sorella minore Claudia.

## Sotto la superficie
- Titolo originale: Beneath the Surface
- Diretto da: George Samilski
- Scritto da: Aaron Ehasz e Justin Richmond

N'than guida Callum, Ezran, Rayla e Zym attraverso i pericoli dei passaggi sotterranei. Durante una pausa, Callum e Rayla approfittano dell'occasione per parlare e, temendo di ferire i suoi cari, Callum chiede a Rayla di ucciderlo se Aaravos riprende il controllo di lui. Rayla lo incoraggia ad avere fiducia in se stesso. Soren cattura Claudia e cerca di ragionare con lei, discutendo sulle relazioni in evoluzione tra umani, elfi e draghi. Soren viene poi a sua volta catturato da Viren e Terry.

## Rex Igneous
- Titolo originale: Rex Igneous
- Diretto da: George Samilski
- Scritto da: Devon Giehl e Iain Hendry

Ezran, Callum, Rayla, Zym e N'than entrano nella tana di Rex Igneous. Incontrano l'irascibile Arcidrago della terra e gradualmente lo convincono delle loro buone intenzioni. Quando Igneous ammette di non sapere dove si trovi la prigione di Aaravos, Callum si rende conto che l'informazione è contenuta in una mappa da qualche parte nella tana. Proprio in quel momento, Claudia appare e li addormenta tutti tranne Zym con la magia oscura. Janai discute privatamente con Amaya di cosa vuole fare della sua vita, il che rinnova la sua determinazione a diventare una regina degna del suo popolo. Karim decide di accelerare i suoi piani sfidando Janai a un duello di sangue illegale e obsoleto per il dominio su Lux Aurea.

## Fuga da Umber Tor
- Titolo originale: Escape from Umber Tor
- Diretto da: George Samilski
- Scritto da: Aaron Ehasz e Justin Richmond

Janai accetta con riluttanza la sfida di Karim e lo sconfigge, e Karim viene arrestato quando si rifiuta di accettare la sconfitta. Claudia, Viren e Terry trovano una mappa che conduce alla prigione di Aaravos incisa sulla zanna di Rex Igneous. Mentre la recuperano, Soren e Zym svegliano Rayla, che riesce a risvegliare Rex Igneous. Infuriato, l'arcidrago li attacca tutti, costringendoli a fuggire. Quando Rayla prende Terry in ostaggio, Claudia rivela che Runaan e i suoi genitori, Lain e Tiadrin, sono stati intrappolati in monete maledette da suo padre. Claudia assicura la sicurezza di Terry fingendo di dare le monete a Rayla. L'abbattito Terry sottolinea la crudeltà di Claudia, e lei con riluttanza dà a Rayla le vere monete. I compagni sfuggono per un pelo all'ira di Rex Igneous con l'aiuto di Zubeia e sono felicemente riuniti, ma Viren cade ancora una volta sotto l'influenza della magia oscura.